# Clarens (Zwitserland)
Clarens is een klein dorp in de gemeente Montreux in het kanton Vaud, Zwitserland.
Het dorp ligt aan het Meer van Genève en staat bekend als woonplaats en begraafplaats van een bescheiden aantal historische prominenten.
Clarens werd door Jean-Jacques Rousseau bezongen in zijn boek Julie, ou la nouvelle Héloïse.

## Overleden
- Paul Kruger, president van de Zuid-Afrikaansche Republiek (Transvaal), woonde en stierf in Clarens. Een plaats in Zuid-Afrika is om deze reden naar Clarens vernoemd.
- Carl Hilty (1833-1909), advocaat, historicus, filosoof, ethicus, hoogleraar, rector en politicus

## Bekende inwoners
- Donald Brun, Zwitsers graficus, gestorven in Clarens.
- Dirk Filarski, Nederlands kunstschilder, woonde tijdelijk in Clarens.
- Joannes Benedictus van Heutsz, Nederlands luitenant-generaal, begraven in Clarens.
- Vladimir Nabokov, Russisch-Amerikaans schrijver van Lolita, ligt begraven in Clarens.
- Carel de Nerée tot Babberich, Nederlands tekenaar, begraven in Clarens.
- Élisée Reclus, Frans anarchist, schreef een groot deel van zijn oeuvre in Clarens.
- Sicco Ernst Willem Roorda van Eysinga, Nederlands ingenieur en publicist, gestorven in Clarens.
- Igor Stravinsky, Russisch componist, schreef onder andere Le Sacre du printemps, Valse des fleurs en Trois petites chansons – Souvenir de mon enfance in Clarens.
- Pjotr Iljitsj Tsjaikovski, Russisch componist, schreef Vioolconcert in D majeur, opus 34 in Clarens.
- Henri Viotta, Nederlands componist, woonde tijdelijk in Clarens.

- Gemeinsame Normdatei: 4634802-5
- Historisch woordenboek van Zwitserland: 011355
- Library of Congress Control Number: n87816590
- MusicBrainz: 893bd94d-bdec-4cc5-ba2a-b5518116b7fb
- Nationale Bibliotheek van Israël: 987007557864605171
- Virtual International Authority File: 129099083